# Тиллабери (регион)
Тиллабери (фр. Tillabéri) — регион в Нигере. Административный центр региона — город Тиллабери.
Площадь региона равна 97 251 км². Численность населения составляет 2 572 125 человек (на 2011 год). Плотность населения — 26,45 чел./км².
На территории Тиллабери находится столица страны Ниамей, выделенная в особую административную единицу.

## География
Регион Тиллабери расположен на юго-западе Нигера. К северу от него проходит государственная граница Нигера с Мали, к западу от него — государственная граница с Буркина-Фасо, на юго-западе — государственная граница с Бенином. На восток от Тиллабери лежит нигерская провинция Тахуа, на юго-восток — провинция Досо.
Через провинцию Тиллабери протекает река Нигер и её притоки Горволь, Ин-Атес, Сирба.

## Административное деление

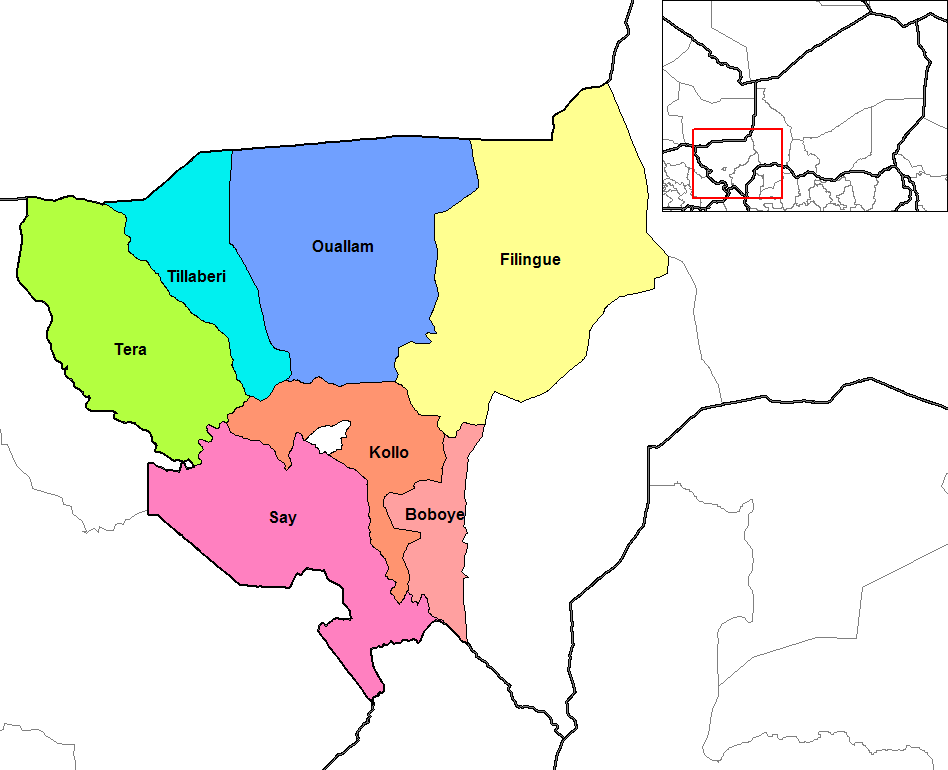
Департаменты региона Тиллабери.

В административном отношении регион подразделяется на 6 департаментов и 1 муниципию (город Тиллабери).
Департамент Филинг (Filingué):
- Площадь: 26 217 км²
- Население: 553 127 чел. (2011)

Департамент Колло (Kollo):
- Площадь: 10 002 км²
- Население: 443 371 чел. (2011)

Департамент Валлам (Ouallam):
- Площадь: 22 093 км²
- Население: 383 632 чел. (2011)

Департамент Се (Say):
- Площадь: 14 430 км²
- Население: 316 439 чел. (2011)

Департамент Тера (Téra):
- Площадь: 15 794 км²
- Население: 579 658 чел. (2011)

Департамент Тиллабери (Tillabéri):
- Площадь: 8715 км²
- Население: 295 898 чел. (2011)